# 伊拉馬·非多那
伊拉馬·非多那（1994年4月30日—）是一名美屬薩摩亞田徑運動員，曾代表國家參加2012年倫敦奧運的田徑男子100米比賽，並未獲得獎牌。

## 外部連結
- 伊拉馬·非多那在的頁面